# Illauneeragh West
Illauneeragh West (iriska: An tOileán Iarthach Thiar) är en ö i republiken Irland.   Den ligger i grevskapet County Galway och provinsen Connacht, i den västra delen av landet, 230 km väster om huvudstaden Dublin. Arean är 0,54 kvadratkilometer.
Terrängen på Illauneeragh West är mycket platt. Öns högsta punkt är 10 meter över havet. Den sträcker sig 1,1 kilometer i nord-sydlig riktning, och 0,9 kilometer i öst-västlig riktning.  Trakten runt Illauneeragh West består i huvudsak av gräsmarker.